# ساتیا یوگا
ساتیا یوگا (سانسکریت: सत्य युग، آوانگاری: Satya Yuga), همچنین به نام کریتا یوگا (سانسکریت: कृत युग، آوانگاری: Kr̥ta Yuga) نیز معروف است، اولین دوره در روز برهما که شامل ۱٬۷۲۸٬۰۰۰ سال است و افرادی که در آن زمان متولد می‌شدند، صادق، درست و دارای ذهن معطوف به روح و معنویت بودند.

## دوره‌های چهار عنصری
در کتب مقدس هند به دوره‌های چهار عنصری ساتیا یوگا، تریتا ، دواپار و کالی یوگاها مراجعات فراوانی شده‌است. این چهار عنصر به ترتیب سیر می‌کنند، و به کرات تکرار می‌شوند.

## کالی
عصر کالی و کوتاه‌ترین این چهار عصر است؛ برابر دوره ای به میزان ۴٬۳۲۰٬۰۰۰ سال کرهٔ زمین است. روشنایی روحانی جامع درعصر ساتا یوگا به حداکثر خود می‌رسد، و در کالی یوگا به حداقل خود کاهش می‌یابد؛ بنابراین زمانی که برابر ۴٬۳۲۰٬۰۰۰٬۰۰۰ سال زمین است و شامل یک هزار موج می‌شود، با یک روز خالق برابر است. و در انتهای این دوره است که جسم حل می‌شود و شب خالق را که از طول زمانی برابری برخوردار است به دنبال دارد. از ۱۰۰۰ موجی که یک روز او را تشکیل می‌دهد، هر کدام یک دورهٔ زمانی از چهار عصری را که گفته شد، شامل می‌شود. اکنون ۵۰۱ (پانصد و یکمین) موج در جریان است که با پایان رسیدن کالی یوگای حاضر، نزدیک به اتمام می‌باشد. ۵۰۴۹ (پنج هزارو چهل و نهمین) سال کالی یوگا از ۲۲ آوریل ۱۹۴۸ شروع شده‌است. هر موج با ساتیا یوگا آغاز، و با کالی یوگا به انجام می‌رسد. بنابر نظر زمان شناسان هند، در این‌جا نیمهٔ اول روز خالق به پایان رسیده‌است.

## وضع اثر مقدس در هر عصری
در رسالهٔ کولارناوا تنتره آمده:
1. در عصر حقیقت یا عصر طلائی، آثار وحی شده وداها زاده شد.
2. در عصر بعدی، آثار سمریتی.
3. در عصر دوگانگی، افسانه‌های اساطیری.
4. در عصر تاریکی، آثار تنتره به وجود آمد.[۴]